# The Receiving End of Sirens
The Receiving End of Sirens war eine experimentelle Post-Hardcore-Band aus Belchertown, Massachusetts, die zwischen 2003 und 2008 bestand. Nach einem zwischenzeitlichen Comeback im Jahr 2010 bestand die Gruppe bis 2012 zwei weitere Jahre.

## Werdegang
In ihrer aktiven Zeit veröffentlichte die Gruppe zwei EPs sowie zwei Studioalben. Bekannte Musiker, die bei The Receiving End of Sirens zeitweise aktiv waren, sind Casey Crescenzo, der 2005 die Progressive-Rock-Band The Dear Hunter ins Leben rief, Brian Southall, welcher zwischen 2008 und 2010 bei Isles & Glaciers aktiv war und später die Gruppe The Company We Keep gründete.

## Diskografie
- 2004: The Receiving End of Sirens (EP, Eigenverlag)
- 2005: Between the Heart and the Synapse (Album, Triple Crown Records, 2010 mit Zusatzmaterial erneut aufgelegt)
- 2007: The Earth Sings Mi Fa Mi (Album, Triple Crown Records)
- 2012: Songs//2003 (EP, Eigenverlag)